# Liste d'académies des sciences
Pour un article plus général, voir Académie des sciences.
- The World Academy of Sciences (TWAS)
- Académie africaine des sciences

| Pays               | Nom actuel | Dates de fondation ou existence |
| ------------------ | --- | ------------------------------- |
| Afrique du Sud     | Académie des sciences d'Afrique du Sud | 1996                            |
| Allemagne          | Académie allemande des sciences Leopoldina (Halle-sur-Saale) | 1652                            |
| Allemagne          | Académie royale des sciences de Prusse (Berlin) | 1700–1972                       |
| Allemagne          | Académie des sciences de Göttingen | 1751                            |
| Allemagne          | Académie des sciences de Saxe (Leipzig) | 1846                            |
| Allemagne          | Académie des sciences et des arts de Rhénanie-du-Nord-Westphalie (Düsseldorf) | 1911                            |
| Allemagne          | Académie des sciences et des lettres de Mayence | 1949                            |
| Allemagne          | Union des académies des sciences allemandes (Mayence) | 1999                            |
| Allemagne          | Deutsche Akademie der Technikwissenschaften (Munich) | 2002                            |
| Allemagne de l'Est | Académie allemande des sciences de Berlin | 1946–1972                       |
| Allemagne de l'Est | Académie des sciences de la RDA (Berlin-Est) | 1972–1990                       |
| Argentine          | Académie nationale des sciences de Buenos Aires (es) | 1935                            |
| Arménie            | Académie nationale des sciences de la république d'Arménie | 1943                            |
| Australie          | Académie australienne des sciences | 1954                            |
| Australie          | Australian Academy of the Humanities (en) | 1969                            |
| Autriche           | Académie autrichienne des sciences | 1847                            |
| Azerbaïdjan        | Académie nationale des sciences d'Azerbaïdjan | 1945                            |
| Belgique           | Académie royale des sciences, des lettres et des beaux-arts de Belgique | 1769                            |
| Belgique           | Académie royale flamande de Belgique des sciences et des arts | 1938                            |
| Biélorussie        | Académie nationale des sciences de Biélorussie | 1929                            |
| Brésil             | Académie brésilienne des sciences | 1916                            |
| Bulgarie           | Académie bulgare des sciences | 1869                            |
| Canada             | Société royale du Canada | 1882                            |
| Chili              | Académie chilienne des sciences | 1964                            |
| Chine              | Académie chinoise des sciences | 1949                            |
| Corée du Sud       | Académie des sciences de la République de Corée | 1954                            |
| Costa Rica         | Académie nationale des sciences (en) | 1992                            |
| Côte d'Ivoire      | Académie des sciences, des arts, des cultures d'Afrique et des diasporas africaines                                                                                              | 2003                            |
| Cuba               | Académie des sciences de Cuba | 1861                            |
| Danemark           | Académie royale danoise des sciences et des lettres | 1742                            |
| Espagne            | Académie royale des sciences exactes, physiques et naturelles | 1847                            |
| États-Unis         | Académie nationale des sciences | 1863                            |
| États-Unis         | Académie des sciences de New York | 1817                            |
| États-Unis         | Académie des Sciences de l'Iowa (en) | 1875                            |
| Finlande           | Académie finnoise des sciences | 1908                            |
| France             | Académie des sciences | 1666                            |
| France             | Académie nationale de médecine | 1731                            |
| France             | Académie nationale de chirurgie | 1731                            |
| France             | Académie d'agriculture de France | 1761                            |
| France             | Académie nationale de pharmacie | 1803                            |
| France             | Académie lorraine des sciences | 1828                            |
| France             | Académie des sciences commerciales | 1957                            |
| France             | Académie des technologies | 2000                            |
| Géorgie            | Académie nationale des sciences de Géorgie | 1941                            |
| Grèce              | Académie d'Athènes | 1926                            |
| Hongrie            | Académie hongroise des sciences | 1825                            |
| Inde               | National Academy of Sciences, India (en) (Prayagraj, Uttar Pradesh) | 1930                            |
| Inde               | Académie indienne des sciences (Bangalore, Karnataka) | 1934                            |
| Inde               | Indian National Science Academy (en) (New Delhi) | 1935                            |
| Irlande            | Académie royale d'Irlande | 1785                            |
| Israël             | Académie israélienne des sciences et lettres | 1961                            |
| Italie             | Académie des Lyncéens | 1603                            |
| Italie             | Società Scientifica Privata Torinese | 1757                            |
| Italie             | Académie Nationale Virgilienne | 1768                            |
| Italie             | Académie des sciences de Turin | 1783                            |
| Italie             | Académie nationale des sciences | 1782                            |
| Japon              | Académie des sciences du Japon | 1879                            |
| Kazakhstan         | Académie nationale des sciences de la république du Kazakhstan | 1993                            |
| Lituanie           | Académie des sciences de Lituanie | 1941                            |
| Liechtenstein      | Forum Scientifique | 1993                            |
| Luxembourg         | Institut Grand-ducal | 1868                            |
| Maroc              | Académie Hassan II des sciences et techniques | 2006                            |
| Mexique            | Académie mexicaine des sciences (es) | 1959                            |
| Mongolie           | Académie des sciences de Mongolie | 1921                            |
| Nigeria            | Académie nigériane des sciences | 1977                            |
| Norvège            | Académie norvégienne des sciences et des lettres | 1857                            |
| Ouganda            | Académie nationale des sciences ougandaise | 2000                            |
| Pays-Bas           | Académie royale néerlandaise des arts et des sciences (Koninklijke Nederlandse Akademie van Wetenschappen, Amsterdam)                                                            | 1808                            |
| Pérou              | Académie nationale des sciences exactes, physiques et naturelles du Pérou (es)                                                                                                   | 1938                            |
| Pologne            | Académie polonaise des arts et sciences (Polska Akademia Umiejętności, Cracovie)                                                                                                 | 1872                            |
| Pologne            | Académie polonaise des sciences (Polska Akademia Nauk, Varsovie) | 1951                            |
| Roumanie           | Académie roumaine | 1866                            |
| Royaume-Uni        | Royal Society | 1660                            |
| Royaume-Uni        | Royal Society of Edinburgh | 1783                            |
| Royaume-Uni        | British Academy | 1902                            |
| Royaume-Uni        | Royal Academy of Engineering | 1976                            |
| Royaume-Uni        | Academy of Medical sciences (en) | 1998                            |
| Russie             | Académie des sciences de Saint-Pétersbourg | 1724–1917                       |
| Russie             | Académie des sciences de Russie (Moscou) | 1724                            |
| Saint-Marin        | Académie internationale des sciences de Saint-Marin | 1983                            |
| Slovaquie          | Académie slovaque des sciences | 1942/1953                       |
| Soudan             | Académie nationale soudanaise des sciences | 2005                            |
| Suède              | Académie royale des sciences de Suède | 1739                            |
| Suisse             | Académie suisse des sciences naturelles | 1815                            |
| Suisse             | Académie suisse des sciences médicales | 1943                            |
| Suisse             | Académie suisse des sciences humaines et sociales | 1946                            |
| Suisse             | Académie suisse des sciences techniques | 1981                            |
| Suisse             | Académies suisses des sciences (Akademien der Wissenschaften Schweiz, Accademie svizzere delle scienze, Academias svizras da las scienzas, Swiss Academies of Arts and Sciences) | 2006                            |
| République tchèque | Société royale des sciences de Bohême | 1784–1953                       |
| République tchèque | Académie tchèque des sciences et des arts (de) (Česká akademie věd a umění) | 1890–1953                       |
| République tchèque | Académie tchèque des sciences | 1953                            |
| Ukraine            | Académie ukrainienne des sciences | 1918                            |
| Vatican            | Académie pontificale des sciences | 1838                            |